# Parcul Crângași
Parcul Crângași este un parc aflat în cartierul omonim din Sectorul 6 al Bucureștiului. 